# Galeo Tettienus Bellicus
Galeo Tettienus Bellicus war ein im 2. Jahrhundert n. Chr. lebender Angehöriger des römischen Ritterstandes (Eques). In dem Militärdiplom wird sein Name als Galeo Bellicus angegeben.
Durch ein Militärdiplom, das auf den 21. Juli 164 datiert ist, ist belegt, dass Bellicus 164 Kommandeur der Cohors I Batavorum milliaria war, die zu diesem Zeitpunkt in der Provinz Dacia Porolissensis stationiert war.